# Stein Eriksen
Stein Eriksen (Oslo, 11 december 1927 – Park City, Utah, 27 december 2015) was een Noorse alpineskiër. Hij nam twee keer deel aan de Olympische Winterspelen (in 1948 en 1952), die tevens als Wereldkampioenschappen alpineskiën golden, de kampioenschappen waarop hij ook in 1950 en 1954 present was.
Bij zijn eerste deelname aan de Winterspelen in 1948, kwam hij niet verder dan de 29e plaats op de slalom, de 31e plaats op de afdaling en de 32e plaats op de combinatie. In 1950 veroverde hij zijn eerste WK medaille middels de derde plaats op de slalom. Bij zijn tweede deelname aan de Winterspelen in 1952 behaalde hij de zesde plaats op de afdaling, de zilveren medaille op de slalom en op de discipline reuzenslalom werd hij de eerste olympisch kampioen. Hij werd hiermee de eerste mannelijke olympische kampioen én wereldkampioen in de geschiedenis van het alpineskiën die niet afkomstig was uit een van de Alpenlanden. Op de wereldkampioenschappen van 1954 won hij drie wereldtitels, hij werd voor de tweede keer kampioen op de reuzenslalom, na 1952, en hij veroverde de titels op de slalom en combinatie.
Kort na de Olympische Spelen van 1952 emigreerde hij naar de Verenigde Staten en skileraar werd. Daar was hij directeur van het Deer Valley Resort in de staat Utah.

## Kampioenschappen
1952: Stein Eriksen ·
1956: Toni Sailer ·
1960: Roger Staub ·
1964: François Bonlieu ·
1968: Jean-Claude Killy ·
1972: Gustav Thöni ·
1976: Heini Hemmi ·
1980: Ingemar Stenmark ·
1984: Max Julen ·
1988: Alberto Tomba ·
1992: Alberto Tomba ·
1994: Markus Wasmeier ·
1998: Hermann Maier ·
2002: Stephan Eberharter ·
2006: Benjamin Raich ·
2010: Carlo Janka ·
2014: Ted Ligety ·
2018: Marcel Hirscher ·
2022: Marco Odermatt
- Bibsys: 90603703
- Gemeinsame Normdatei: 1252406754
- International Standard Name Identifier: 0000 0000 3890 9800
- Library of Congress Control Number: n2008077779
- Virtual International Authority File: 58559790
- WorldCat: E39PBJth3H7xgft6KtFJH66Frq